# ديكي كويكي
ديكي كويكي (باليابانية: 小池大喜) هو لاعب كرة قدم ياباني، ولد في 8 ديسمبر 1996 في تشيبا في اليابان. لعب مع Blaublitz Akita ‏.

## وصلات خارجية
- ديكي كويكي على موقع رابطة كرة القدم اليابانية للمحترفين (اليابانية)
- ديكي كويكي على موقع Soccerway.com (الإنجليزية)
- ديكي كويكي على موقع عالم كرة القدم.نت (الإنجليزية)